# Condado de Oñate
El condado de Oñate es un título nobiliario español creado el 18 de septiembre de 1481 por los Reyes Católicos en favor de Íñigo Vélez de Guevara y Ayala, señor de Oñate, hijo de Pedro Vélez de Guevara y su esposa Constanza de Ayala (nieta del canciller Pedro López de Ayala). Su denominación hace referencia a la localidad española de Oñate, en la provincia de Guipúzcoa.
En 1640 el rey Felipe IV le concedió la grandeza de España a Íñigo Vélez de Guevara y Tassis, casado con Catalina Vélez de Guevara, V condesa de Oñate.

## Condes de Oñate
|                                  | Titular                                          | Periodo                          |
| Creación por los Reyes Católicos | Creación por los Reyes Católicos                 | Creación por los Reyes Católicos |
| -------------------------------- | ------------------------------------------------ | -------------------------------- |
| I                                | Íñigo Vélez de Guevara y Ayala                   | 1481-1500                        |
| II                               | Pedro Vélez de Guevara y Manrique                | 1500-1559                        |
| III                              | Ladrón Vélez de Guevara y de Velasco             | 1559-1580                        |
| IV                               | Pedro Vélez Ladrón de Guevara                    | 1580-1593                        |
| V                                | Catalina de Guevara y Orbea                      | 1593-1607                        |
| VI                               | Pedro Vélez de Guevara y Tassis                  | 1607-1614                        |
| VII                              | Juan Vélez de Guevara                            | 1614-1615                        |
| VIII                             | Íñigo Vélez de Guevara                           | 1615-1658                        |
| IX                               | Catalina Vélez de Guevara y Manrique de la Cerda | 1658-1684                        |
| X                                | Íñigo Manuel Vélez Ladrón de Guevara y Tassis    | 1684-1699                        |
| XI                               | Diego Gaspar Vélez de Guevara                    | 1699-1725                        |
| XII                              | Melchora Vélez de Guevara                        | 1725-1727                        |
| XIII                             | José María de Guzmán y Guevara                   | 1727-1781                        |
| XIV                              | Diego Ventura de Guzmán y Fernández de Córdoba   | 1781-1805                        |
| XV                               | Diego Isidro de Guzmán y de la Cerda             | 1805-1849                        |
| XVI                              | Carlos Luis de Guzmán y de la Cerda              | 1850-1880                        |
| XVII                             | José Rainiero de Guzmán y de la Cerda            | 1880-1891                        |
| XVIII                            | María del Pilar de Guzmán y de la Cerda          | 1891-1901                        |
| XIX                              | Juan de Zabala y Guzmán                          | 1901-1910                        |
| XX                               | Luis de Zabala y Guzmán                          | 1910-1913                        |
| XXI                              | María del Pilar de Zabala y Guzmán               | 1913-1915                        |
| XXII                             | María del Pilar García-Sancho y de Zabala        | 1916-1916                        |
| XXIII                            | Juan Bautista Travesedo y García-Sancho          | 1917-1965                        |
| XXIV                             | José María Travesedo y Martínez de las Rivas     | 1968-1993                        |
| XXV                              | Juan Travesedo y Colón de Carvajal               | 1994-2017                        |
| XXVI                             | Camilo Travesedo y Juliá                         | 2017-hoy                         |

## Historia de los condes de Oñate
- Íñigo Vélez de Guevara y Ayala (1420-Valladolid, 20 de abril de 1500), I conde de Oñate, capitán general de Guipúzcoa, Vizcaya, Álava y merindades de Rioja y Encartaciones, consejero real.[4][5]

Casó en primeras nupcias con Beatriz de Guzmán, señora de Burujón e hija de Alonso de Guzmán, señor de Orgaz, y su esposa Sancha Ponce de León, en segundas nupcias, tras enviudar, con María Meneses, hija del señor de Palacios de Valduerna y de Teresa de Meneses, y en terceras nupcias, nuevamente tras enviudar, con Juana Manrique, hija de Diego Gómez Manrique de Lara y Castilla, I conde de Treviño, y su esposa María de Sandoval. Le sucedió su nieto, hijo de su Víctor Vélez de Guevara y Guzmán y su esposa Juana Manrique:
- Pedro Vélez de Guevara y Manrique (m. Oñate, 13 de febrero de 1559), II conde de Oñate, señor de la casa de Guevara, Zalduendo y el valle de Leniz, de las hermandades de Gamboa, Barrundia etc., gentilhombre de cámara del rey Carlos I, capitán de hombres de armas de las guardias de Castilla.[7][8]

Casó en 1507 con Mencía de Velasco, hija de Íñigo Fernández de Velasco y Mendoza, II duque de Frías, y su esposa María Tovar, señora de Berlanga. Le sucedió su hijo:
- Ladrón Vélez de Guevara y de Velasco (1518-Guevara, 16 de octubre de 1580), , III conde de Oñate, señor de la casa de Guevara, Zalduendo y el valle de Leniz etc., patrono y señor de los monasterios de San Miguel de Oñate, Oxirondo y Uzarraga, alcaide de Valencia de Alcántara, comendadador en la Orden de Alcántara.[7][9]

Casó en primeras nupcias con Juana de Guevara y Acuña, hija de Pedro Vélez de Guevara, señor de Salinillas, y su esposa Juana Enríquez de Acuña, y en segundas con Catalina de Río y Salcedo, hija de Anton de Río y Catalina de Salcedo. Le sucedió su hijo:
- Pedro Ladrón de Guevara (m. en agosto de 1593), IV conde de Oñate, señor de la casa de Guevara, de Zalduendo y el valle de Leniz etc., patrono de los monasterios de San Miguel de Oñate, Oxirondo, Uzarraga y de los de Salduendo, Orenein, Heredia, San Román, Ilardey, Andín, Ibargüen y de las siete iglesias del valle de Leniz, capitán de hombres de armas de las guardias de Castilla.[7][11]

Casó por capitulaciones el 7 de septiembre de 1563 con Ana de Orbea, señora de la casa de Orbea y su mayorazgo en Éibar, hija de Juan de Orbea, tesorero general de Felipe II. Le sucedió su hija:
- Catalina Vélez de Guevara y Orbea (m. 1607), V condesa de Oñate, señora de Guevara y Zalduendo etc., y de los patronatos de sus padres.[7][12]

Casó con su tío Íñigo Vélez de Guevara y Tassis (1573-1644). Le sucedió su hijo:
- Pedro Vélez de Guevara y Tassis (m. 1614), VI conde de Oñate, caballero de la Orden de Santiago.[7][12]

Soltero, sin descendientes. Le sucedió su hermano:
- Juan Vélez de Guevara y Tassis (m. 1615), VII conde de Oñate.[7]

Soltero, sin descendientes. Le sucedió su hermano:
- Íñigo Vélez de Guevara (1597-Madrid, 22 de febrero de 1658), VIII conde de Oñate, III conde de Villamediana, señor de Salinillas, XXXV virrey de Nápoles (1648-1653), electo gobernador de Milán, vicario general de Italia, correo mayor de España, comendador de Abanilla en la Orden de Calatrava, gentilhombre de cámara de Felipe el Grande, de los consejos de Estado y Guerra, embajador en Roma.[13][14]

Casó en 1621 con Antonia Manrique de la Cerda, IX condesa de Castañeda, hija de Bernardo Manrique de Lara, V marqués de Aguilar de Campoo, y su esposa Antonia de la Cerda y Aragón. Le sucedió su hija:
- Catalina Vélez de Guevara y Manrique de la Cerda (m. Madrid, 24 de septiembre de 1684), IX condesa de Oñate, IV condesa de Villamediana, última condesa de Campo Real (I), I marquesa de Campo Real (I), señora de Salinillas.[13][15]

Casó en primeras nupcias con su tío Beltrán Vélez de Guevara, I conde de Campo Real, I marqués de Campo Real.
Casó en segundas nupcias en Madrid (San Ginés) el 3 de febrero de 1659 con Ramiro Núñez de Guzmán, III duque de Medina de las Torres, II duque de sanlúcar la Mayor, II marqués de Toral, conde de Arzarcóllar. Sin descendencia de este matrimonio. Le sucedió, de su primer matrimonio, su hijo:
- Íñigo Manuel Vélez Ladrón de Guevara y Tassis (1642-5 de noviembre de 1699), X conde de Oñate, V conde de Villamediana, II y último marqués de Campo Real, I conde de Campo Real (II), I marqués de Guevara, señor de Salinillas y de la casa de Orbea, correo mayor de España, caballero del Toisón de Oro.[13][17]

Casó el 12 de agosto de 1666 con Luisa Clara de Lamoral y Ligne, viuda de Raimundo de Láncaster Manrique de Cárdenas, VIII duque de Maqueda. Le sucedió su hijo:
- Diego Gaspar Vélez de Guevara (m. 10 de marzo de 1725), XI conde de Oñate, VI conde de Villamediana, II marqués de Guevara, II conde de Campo Real (II), correo mayor de España, gentilhombre de cámara con ejercicio, caballero de la Orden de Alcántara.[13][18]

Casó el 4 de agosto de 1694 con María Nicolasa de la Cerda, hija de Francisco Tomás de la Cerda, VIII duque de Medinaceli, y su esposa Catalina Antonia de Aragón y Sandoval. Sin descendientes. Le sucedió su hermana:
- Melchora de la Trinidad Vélez de Guevara y Lamoral (m. Madrid, 13 de septiembre de 1727), XII condesa de Oñate, VII condesa de Villamediana, III marquesa de Guevara, III condesa de Campo Real (II).[13][18]

Casó el 18 de noviembre de 1708 con Sebastián Guzmán de Spínola (1683-1757), V marqués de Montealegre, V marqués de Quintana del Marco, VI conde de Castronuevo, VI conde de los Arcos, VIII conde de Añover de Tormes. Le sucedió su hijo:
- José María de Guzmán y Guevara (Madrid, 22 de septiembre de 1709-19 de septiembre de 1781), XIII conde de Oñate, VI marqués de Montealegre, IV marqués de Guevara, VI marqués de Quintana del Marco, VII conde de los Arcos, VIII conde de Villamediana, IV conde de Campo Real (II), VII conde de Castronuevo, IX conde de Añover de Tormes, caballero del Toisón de Oro, Gran Cruz de Carlos III, correo mayor de España, caballero de la Orden de San Jenaro, gentilhombre de cámara con ejercicio, sumiller de corps, mayordomo mayor de las reinas María Bárbara de Portugal y María Amalia de Sajonia.[13][19]

Casó en primeras nupcias el 10 de agosto de 1728 con María Felicia Fernández de Córdoba-Figueroa y Spínola de la Cerda, hija de Nicolás Fernández de Córdoba y de la Cerda, X duque de Medinaceli etc, y su esposa Jerónima Spínola de la Cerda.
Casó en segundas nupcias el 21 de septiembre de 1748 con (Ventura Francisca) Fernández de Córdoba Folch de Cardona Requesens y de Aragón (1712-1768), XI duquesa de Sessa, IX duquesa de Baena, X duquesa de Soma, XV condesa de Cabra etc. Le sucedió un hijo de su primer matrimonio:
- Diego Ventura de Guzmán y Fernández de Córdoba (Madrid, 11 de noviembre de 1738-8 de julio de 1805), XIV conde de Oñate, XVII marqués de Aguilar de Campoo, XXI conde de Castañeda, VII marqués de Montealegre, V marqués de Guevara, V conde de Campo Real (II), VII marqués de Quintana del Marco, IX conde de Villamediana, VIII conde de los Arcos, X conde de Añover de Tormes, VIII conde de Castronuevo, XV canciller mayor (honorario) de Castilla, mayordomo mayor y gentilhombre de cámara del rey con ejercicio y servidumbre, caballero del Toisón de Oro, Gran Cruz de Carlos III, correo mayor de España.[20][21]

Casó el 10 de octubre de 1756 con su prima María Isidra de la Cerda y Guzmán (1742-1811), camarera mayor de palacio. Le sucedió su hijo:
- Diego Isidro de Guzmán y de la Cerda (1776-Madrid, 12 de diciembre de 1849), XV conde de Oñate, XX duque de Nájera, XVIII marqués de Aguilar de Campoo, VIII marqués de Montealegre, XV conde de Paredes de Nava, IX conde de los Arcos, VI marqués de Guevara, VIII marqués de Quintana del Marco, XXIV conde de Treviño, XXIII conde de Valencia de don Juan, X conde de Villamediana, XXII conde de Castañeda, XI conde de Añover de Tormes, IX conde de Castronuevo, VI conde de Campo Real (II), caballero del Toisón de Oro, gentilhombre de cámara del rey con ejercicio y servidumbre, Gran Cruz de Carlos III.[23][24]

Casó en primeras nupcias el 1 de agosto de 1795, en Valencia, con María del Pilar de la Cerda y Marín de Resende, hija de José María de la Cerda y Cernecio, V conde de Parcent, y su esposa María del Carmen Antonia Marín de Resende Fernández de Heredia, condesa de Bureta.
Casó en segundas nupcias el 7 de febrero de 1814 con María Magdalena Tecla Caballero y Terreros (1780-1865), dama de la reina y de la Orden de María Luisa, hija de Juan Fernández Caballero, director general de correos, y su esposa Juliana de Terreros. El 15 de diciembre de 1850 le sucedió un hijo de su primer matrimonio:
- Carlos Luis de Guzmán de la Cerda (1801-1880), XVI conde de Oñate, XXI duque de Nájera, IX marqués de Montealegre, VII marqués de Guevara, IX marqués de Quintana del Marco, X conde de Castronuevo, VII conde de Campo Real (II), senador.[26][27]

Casó el 28 de julio de 1829, en Madrid, con su prima carnal María Josefa de la Cerda y Palafox. El 12 de abril de 1881 le sucedió su hermano:
- José Rainiero de Guzmán y de la Cerda (1801-1891), XVII conde de Oñate, XXII duque de Nájera, XXV conde de Treviño, VII marqués de Guevara, X marqués de Quintana del Marco, XI conde de Castronuevo.[26]

Soltero, sin descendencia. El 25 de abril de 1892 le sucedió su hermana:
- María del Pilar de Guzmán y de la Cerda (Valencia, 4 de abril de 1811-Madrid, 4 de abril de 1901), XVIII condesa de Oñate, XVI condesa de Paredes de Nava, dama noble de María Luisa.[23]

Casó el 26 de febrero de 1839, en Madrid, con Juan de Zabala y la Puente (1807-1879), I marqués de Sierra Bullones, V marqués de Torreblanca. El 17 de agosto de 1901 le sucedió su hijo:
- Juan de Zábala y Guzmán (San Sebastián, 15 de agosto de 1844-Madrid, 11 de abril de 1910), XIX conde de Oñate, XXIV duque de Nájera, X marqués de Guevara, XII marqués de Quintana del Marco, XI marqués de Montealegre, II marqués de Sierra Bullones, XXVII conde de Treviño, XIII conde de Castronuevo, XVII conde de Paredes de Nava, teniente general, embajador extraordinario en Rusia, gobernador marítimo en Cádiz, Gran Cruz de Carlos III, gentilhombre de cámara del rey con ejercicio y servidumbre.[28]

Casó el 12 de mayo de 1870 con Carolina de Santamarca y Donato (1849-1914), II condesa de Santa Marca. El 12 de noviembre de 1910 le sucedió su hermano:
- Luis de Zabala y Guzmán (Madrid, 12 de septiembre de 1853-4 de febrero de 1913), XX conde de Oñate, XXV duque de Nájera, XII marqués de Montealegre, III marqués de Sierra Bullones, XI marqués de Guevara, XVIII conde de Paredes de Nava, XXVIII conde de Treviño (cesión de su hermano), IX conde de Campo Real (II), coronel de caballería, caballero de Calatrava, gentilhombre de cámara del rey con ejercicio y servidumbre.[28]

Casó el 8 de julio de 1901, en Madrid, con Guillermina Heredia y Barrón (1874-1946). El 4 de junio de 1913 le sucedió su hermana:
- María del Pilar de Zabala y Guzmán (Barcelona, 7 de octubre de 1841-11 de febrero de 1915), XXI condesa de Oñate, XXVI duquesa de Nájera, XX marquesa de Aguilar de Campoo, XIII marquesa de Montealegre, IV marquesa de Sierra Bullones, XII marquesa de Guevara, X condesa de Campo Real (II), VI marquesa de Torreblanca, XXIX condesa de Treviño, XIX condesa de Paredes de Nava, dama de la reina, dama noble de la Orden de María Luisa, tesorera de la junta de patrones del colegio de la Unión y del de Vista Alegre.[28]

Casó el 2 de junio de 1861, en Madrid, con Ventura García-Sancho e Ibarrondo (1837-1914), I conde de Consuegra, presidente del Consejo de Estado. El 14 de febrero de 1916 le sucedió su hija:
- María del Pilar García-Sancho y de Zabala (Madrid, 2 de junio de 1864-17 de octubre de 1916), XXII condesa de Oñate, XXVII duquesa de Nájera, XXI marquesa de Aguilar de Campoo, V marquesa de Sierra Bullones, XIII marquesa de Guevara, VII marquesa de Torreblanca, XXX condesa de Treviño, II condesa de Consuegra, XXIV condesa de Castañeda, XI condesa de Campo Real (II).[29]

Casó el 2 de junio de 1886, en Madrid, con Leopoldo Travesedo y Fernández Casariego, senador por Zamora, gentilhombre del rey. El 28 de diciembre de 1917 le sucedió su hijo:
- Juan Bautista Travesedo y García-Sancho (25 de enero de 1890-27 de abril de 1965), XXIII conde de Oñate, XXVIII duque de Nájera, XXII marqués de Aguilar de Campoo, VI marqués de Sierra Bullones, VIII marqués de Torreblanca, XV marqués de Quintana del Marco, XXXI conde de Treviño, XXI conde de Paredes de Nava, capitán de caballería, caballero y diputado decano del Real Cuerpo de Hijosdalgos de la Nobleza de Madrid, gentilhombre de cámara con ejercicio y servidumbre del rey Alfonso XIII.[29]

Casó el 14 de octubre de 1920, en Bilbao, con María del Carmen Martínez de las Rivas y Richardson (n. 1899), dama de la reina Victoria Eugenia. El 12 de enero de 1968, previa orden del 24 de mayo de 1967 para que se expida la correspondiente carta de sucesión (BOE del 21 de junio), le sucedió su hijo:
- José María Travesedo y Martínez de las Rivas (Madrid, 18 de junio de 1924-29 de marzo de 1993), XXIV conde de Oñate, VII marqués de Sierra Bullones, XVI marqués de Quintana del Marco, IX marqués de Torreblanca, XXVIII conde de Valencia de don Juan, XXII conde de Paredes de Nava, XXXII conde de Treviño, XIII conde de Campo Real (II), XXVI conde de Castañeda, teniente coronel de caballería, miembro de la Asociación de Hidalgos a Fuero de España.[31]

Casó el 30 de junio de 1948, en Ávila, con María Eulalia Colón de Carvajal y Maroto. El 25 de mayo de 1994, previa orden del 28 de abril del mismo año para que se expida la correspondiente carta de sucesión (BOE del 10 de mayo), le sucedió su hijo:
- Juan Travesedo y Colón de Carvajal (n. Madrid, 23 de julio de 1949), XXV conde de Oñate, XXX duque de Nájera (al suceder a su tío paterno), XVII marqués de Quintana del Marco, XXIII conde de Paredes de Nava, XXXIII conde de Treviño, XXVII conde de Castañeda, XIV conde de Campo Real (II), V conde de Consuegra, XVI conde de Castronuevo, teniente coronel de infantería.[32]

Casó el 26 de noviembre de 1973, en Humera (Madrid), con Ana María Juliá y Diez de Rivera. El 25 de mayo de 2017, previa orden del día 8 del mismo mes para que se expida la correspondiente carta de sucesión (BOE del día 22), le sucedió, por distribución, su hijo:
- Camilo Travesedo y Juliá (n. Madrid, 10 de febrero de 1976), XXVI conde de Oñate, XV conde de Campo Real (II), ingeniero de caminos, canales y puertos.[32]

Casó en 2003 con Elena Fernández de Casadevante y Ramognino.